# Sanktuarium Matki Boskiej Litmanowskiej

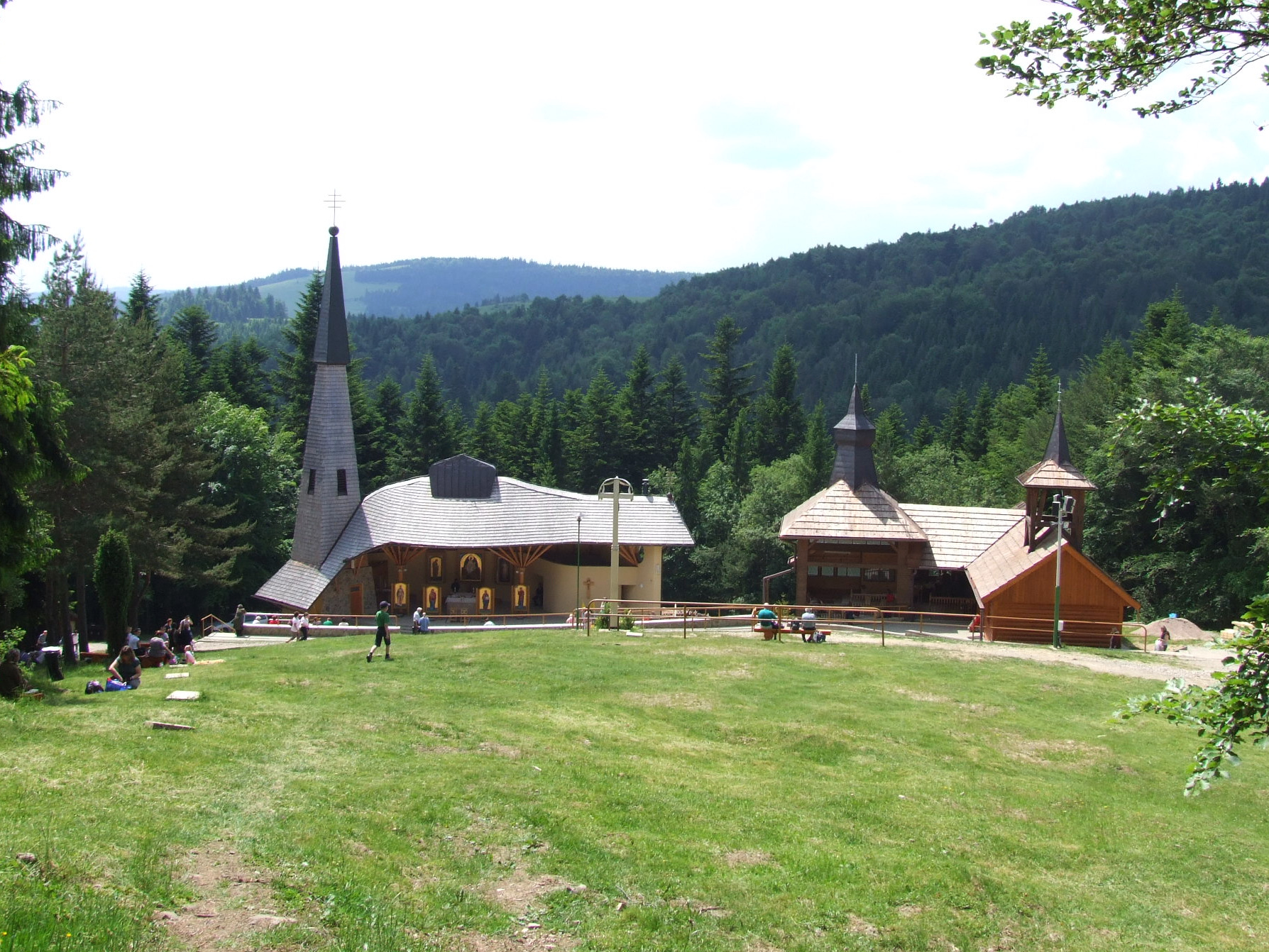
Polana Zwir i sanktuarium. W głębi Faklówka

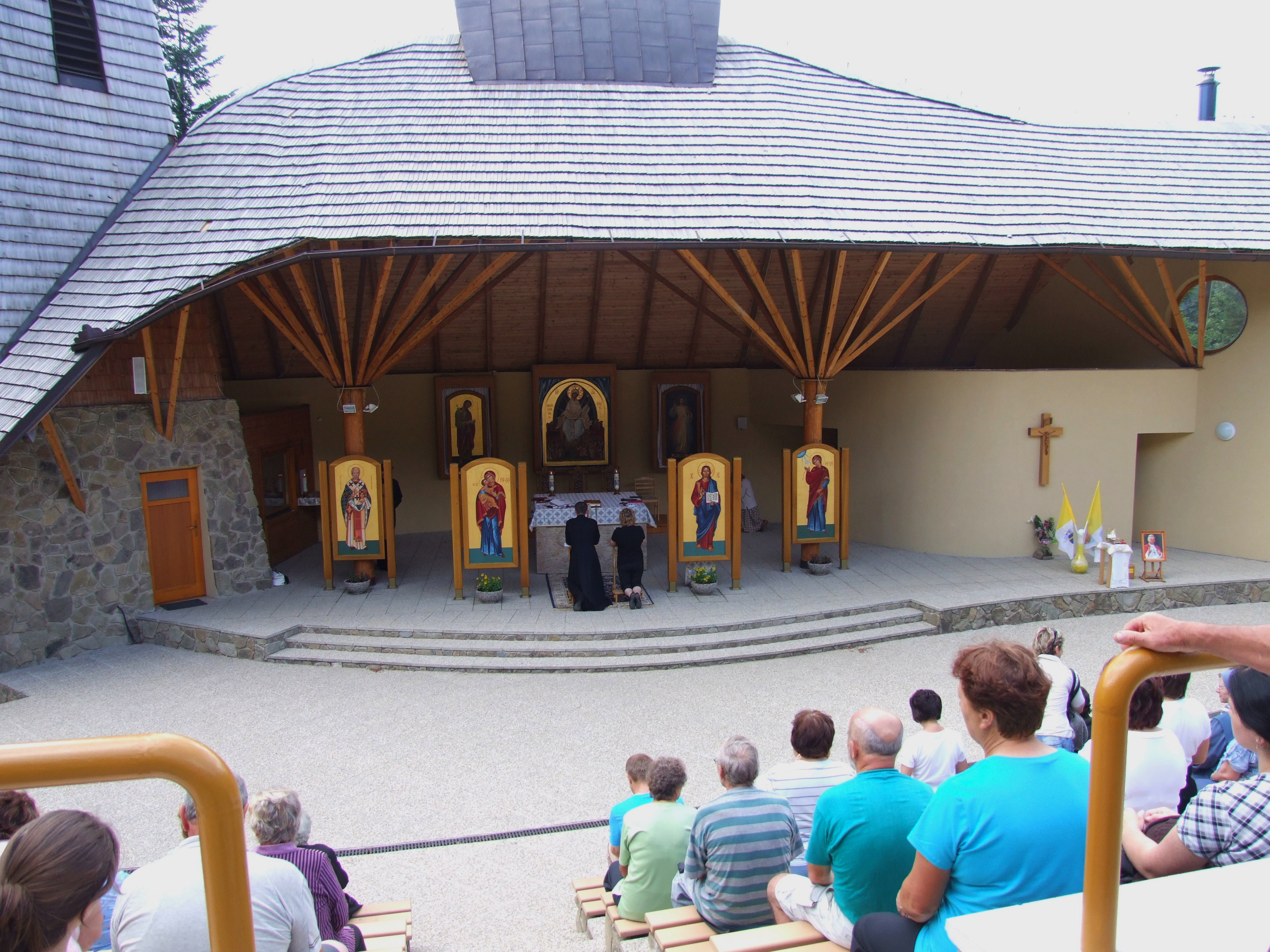
Trwa różaniec

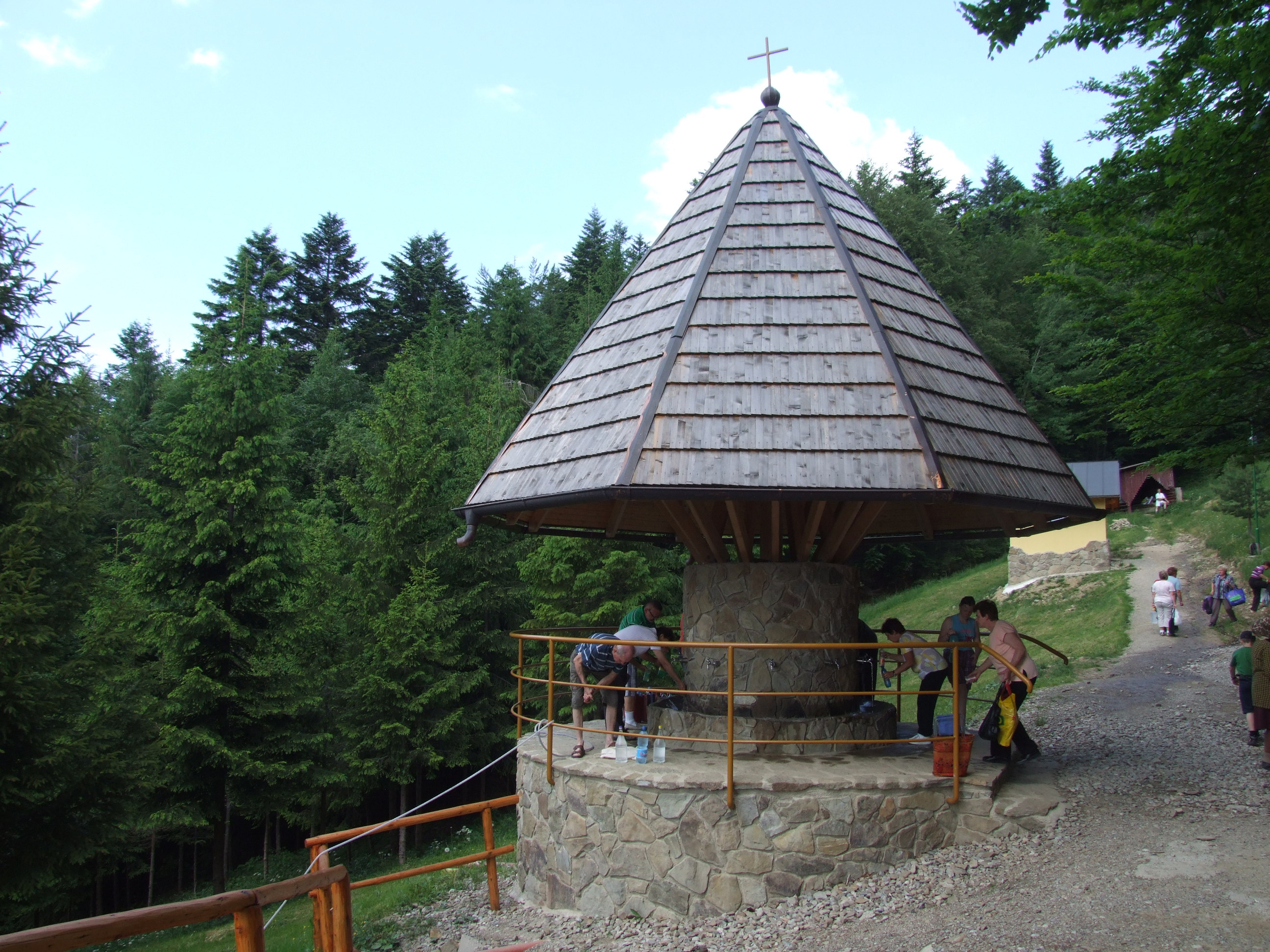
Źródło z wodą

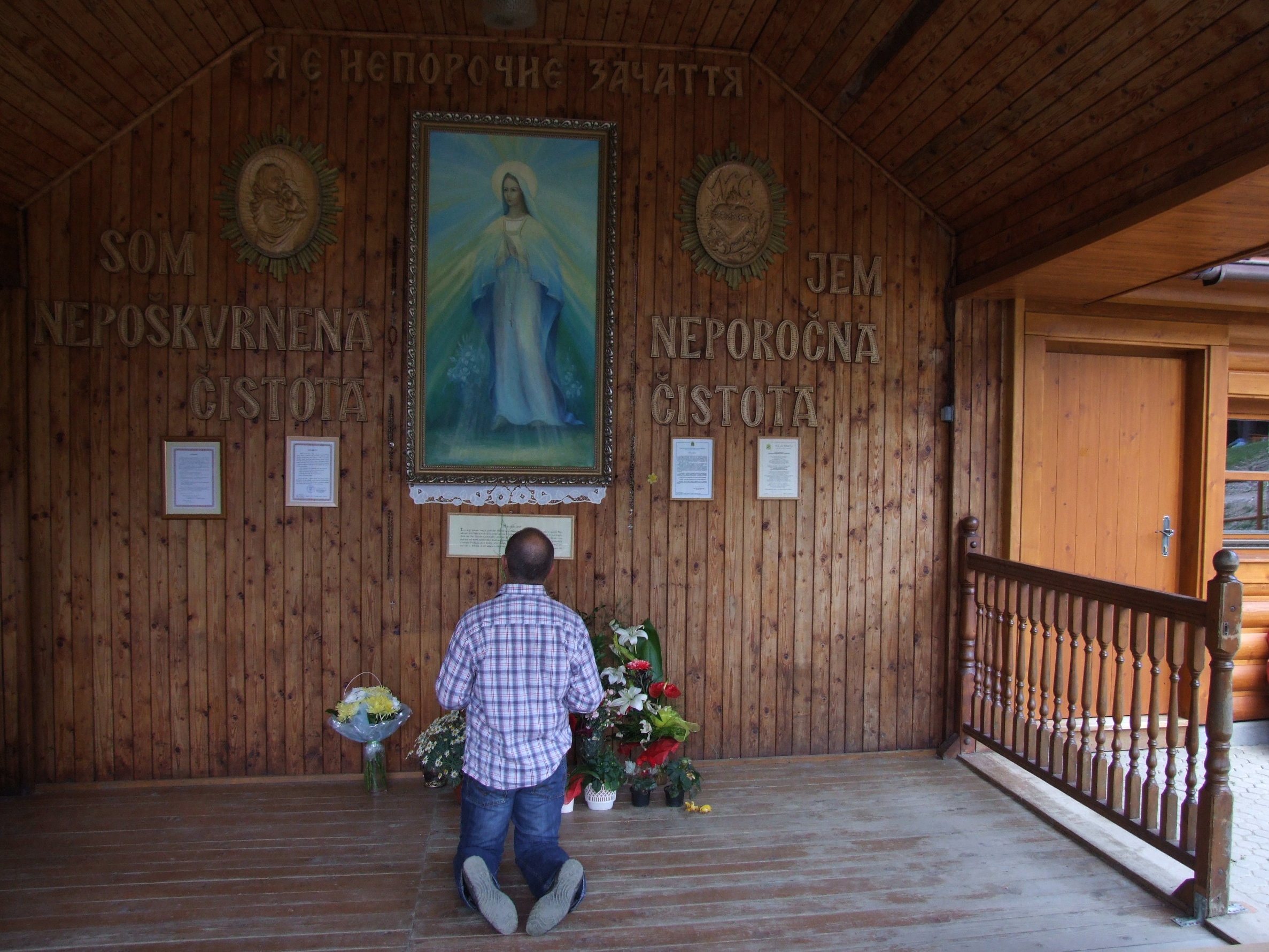
Kaplica z obrazem

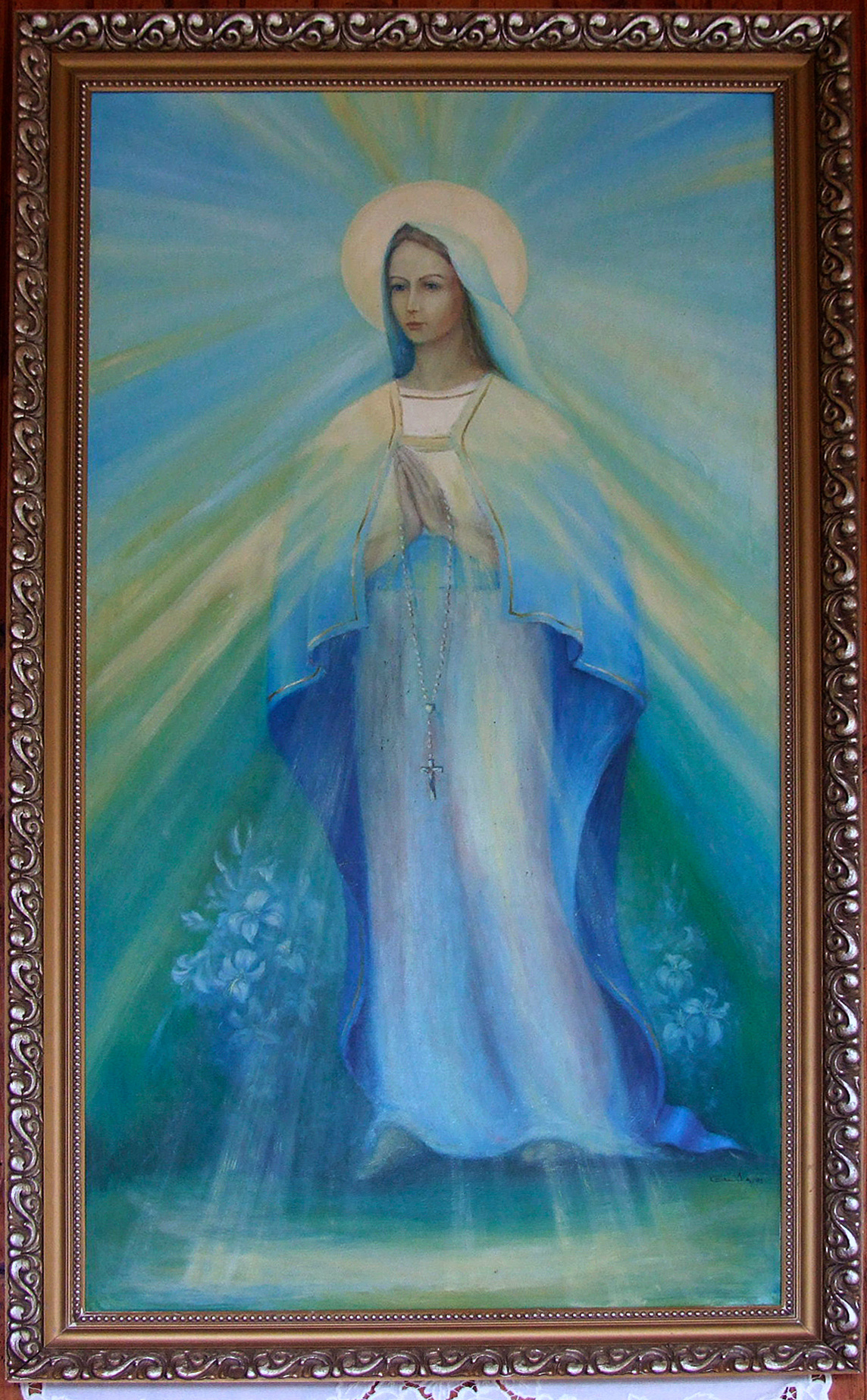
Obraz Matki Boskiej Litmanowskiej

Sanktuarium Matki Boskiej Litmanowskiej – greckokatolickie sanktuarium maryjne w miejscowości Litmanowa na Słowacji. Dzięki temu sanktuarium niewielka Litmanowa stała się jedną z najliczniej odwiedzanych miejscowości w północnej Słowacji.

## Historia objawień
Na polanie Zvir na południowo-wschodnim grzbiecie Eliaszówki 5 sierpnia 1990 roku podobno w szałasie pasterskim objawiła się dwom dziewczynkom Matka Boska. Była to 12-letnia Ivetka Korcakova i 13-letnia Katka Ceselkova. Gdy wystraszone burzą schroniły się do szałasu i żarliwie modliły, na ławeczce obok nich usiadła Matka Boska i zaczęła z nimi rozmawiać. Potem objawiała się im jeszcze przez 5 lat w niedzielę po pierwszym piątku miesiąca. Początkowo dziewczynki widziały i słyszały co do nich mówi, potem już tylko ją widziały. Wiadomość o tych objawieniach szybko rozeszła się po Słowacji i na polanę Zvír w czasie, gdy dziewczyny miały objawienia zaczęli przybywać ludzie. Rozpoznawali, że dziewczyny mają objawienia po tym, że wyłączały się wówczas.
Objawienia obydwu dziewczyn nie były jednakowe. Katka tylko odczuwała obecność Matki Boskiej, Iwetka natomiast mogła rozmawiać z nią. Vito Janeček nakręcił o niej dokumentalny film pt. „Nawiedzenie” („Ivetka a hora”). Różnie potoczyły się losy obydwu dziewczyn. Katka wyszła później za mąż, Ivetka natomiast za namową duchownych wstąpiła do klasztoru. Okazał się on jednak dla niej zbyt ciężkim przeżyciem, które doprowadziło ją niemal do samobójstwa. Po 9 latach, tuż przed złożeniem ślubów zakonnych opuściła klasztor i po jakimś czasie wyszła za mąż. Do polany tej prowadzi pątniczy szlak z Mniszka nad Popradem.

## Sanktuarium
Gdy kult stał się masowy, na polanie wybudowano kaplicę modlitewną z obrazem Matki Boskiej, potem kościół i na zewnątrz trybuny z ławkami dla pielgrzymów. W górnej części polany znajduje się źródło dobrej wody. Uważa się, że ma ona oczyszczające własności. Źródło zostało obudowane i zamontowano w nim krany. Każdy pielgrzym może pobrać sobie z niego wodę. Powyżej źródła zadaszona wiata ze stołami i ławkami, gdzie pielgrzymi mogą sobie przygotować i spożyć posiłek. Przy ścieżce od dolnego parkingu przy potoku Wielki Lipnik do sanktuarium wykonano stacje drogi krzyżowej. W każdą niedzielę po pierwszym piątku miesiąca odbywają się w sanktuarium msze święte w obrządku greckokatolickim. Oprócz Słowaków przybywają także pielgrzymi z Polski, Holandii, Niemiec, USA i innych krajów.

## Dojazd i dojścia
Sanktuarium znajduje się na polanie Žvír na północnych stokach Eliaszówki w dolinie potoku Wielki Lipnik. Jedyna droga dojazdowa do tej miejscowości prowadzi ze Starej Lubowli (10 km) i ślepo kończy się w Litmanowej. Powyżej zabudowań Litmanowej, w widłach potoku Rozdziel i Wielki Lipnik, przy wapiennych Litmanowskich Skałkach droga zakręca w prawo prowadząc doliną Wielkiego Lipnika. U podnóży Eliaszówki jest parking. Dalej obowiązuje zakaz wjazdu autobusów i motocykli, samochodem osobowym można jednak wyjechać szosą przez las bezpośrednio na parking przy sanktuarium. Od dolnego parkingu można do sanktuarium dojść pieszo ścieżką przez las (ok. 20 min.). Wzdłuż ścieżki wykonano stacje drogi krzyżowej.
Można też dojść pieszo:
- – szlak żółty z polskich Jaworek przez przełęcz Rozdziela doliną potoku Rozdziel do miejsca połączenia się Rozdziela z potokiem Wielki Lipnik. Dalej wzdłuż potoku Wielki Lipnik. Czas przejścia 3 h
- prowizorycznie znakowana ścieżka spod szczytu Eliaszówki do Sanktuarium Matki Boskiej Litmanowskiej
- szlak pątniczy z Mniszka nad Popradem stokami Eliaszówki do sanktuarium